# 쿠션

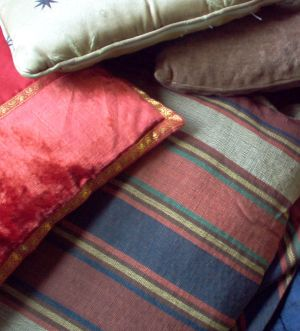
쿠션

쿠션(영어: cushion) 또는 방석은 앉을 때에 이용되는 간이 베개이다. 좌식생활을 해온 대한민국에선 딱딱한 마루나 바닥에 그대로 앉기가 불편했기 때문에 부드러운 방석이 필요했다. 방석은 몸을 따뜻하게 해주는 기능도 한다. 착석, 무릎 꿇기에, 또는 의자의 딱딱함을 부드럽게 하기 위해 사용될 수 있다. 장식용 쿠션은 패턴이 있는 덮개가 있는 것도 있으며 가구를 위한 장식으로 사용된다.
쿠션은 베개 받침, 무릎 방석, 머리 받침대를 의미하기도 한다.

## 용어의 기원
"쿠션"(cushion)이라는 용어는 중세 영어 cushin에서 기원하며, 이는 앵글로프랑스어 낱말 cussin, 또 엉덩이를 뜻하는 라틴어 낱말 coxa에서 비롯되었다. 이 "쿠션"이라는 낱말이 처음 사용된 것은 14세기였다.

## 같이 보기
- 카시트
- 베개
- 솜